# Sugar Hill Records (etichetta discografica 1979)
La Sugar Hill Records è stata un'etichetta discografica statunitense specializzata in musica hip hop.

## Storia
La Sugar Hill Records venne fondata a New York nel 1979 dalla cantante Sylvia Robinson, suo marito Joseph "Joe" Robinson e Milton Malden dopo essere stati finanziati da Tony Riviera e Morris Levy, proprietario della Roulette Records. L'etichetta prende il nome dal famoso distretto di Harlem. Il primo disco pubblicato dalla Sugar Hill fu Rapper's Delight (1979) dei Sugarhill Gang, destinato a godere di grande successo commerciale. Tra gli altri artisti contrattati dalla Sugar Hill vi furono Grandmaster Flash and the Furious Five, The Sequence, Funky Four Plus One, Crash Crew, Treacherous Three e West Street Mob. Nel 1983 e nel 1985 la Sugar Hill e la MCA Records avviarono degli accordi di distribuzione destinati a rivelarsi fallimentari e a degenerare in un lungo contenzioso. L'etichetta chiuse i battenti nel 1986.